# Apiaguaiki Tumpa
Apiaguaiki (Hacienda Joguaya; 1863-Sauces, Bolivia; 29 de marzo de 1892), conocido como Apiaguaiki Tumpa o Apiaguaiki Tüpa, fue uno de los líderes más importantes de los indígenas tapietes de fines del siglo XIX en la República de Bolivia. Desde el 10 de marzo de 2018 aparece en los nuevos billetes de Bs 10 junto a Eustaquio Méndez y Tambor Vargas del Estado Plurinacional de Bolivia.

## Nombre
El nombre "Apiaguaiki" o "Hapiaoeki": etimológicamente significa «Eunuco por Dios» en guaraní, en referencia a la castidad divina atribuida a este líder. Tumpa o Tüpa es el apelativo guaraní de carácter mesiánico «Hombre-Dios», asignado a algunos líderes guaraníes, muchas veces al mando de levantamientos.
“Se escribe ‘Tüpa’ o ‘Tumpa’ que quiere decir ‘Dios’, aunque tiene sus propias connotaciones y que, básicamente, ahora para los guaraní representa a ese ser extraordinario. Por una cuestión lingüística ambas formas son válida porque la ‘m’ nasaliza a la ‘u’ y sería ‘Tumpa’, o la otra forma ‘Tüpa’ que ya está nasalizada la ‘u’, explica el sociólogo, antropólogo y escritor guaraní Elías Caurey.

## Orígenes
Los guaraníes (autodenominados avá guaraní), al inicio de la era republicana de Bolivia se encontraban en constantes guerras internas pero principalmente en conflicto con los ganaderos y hacendados criollos (“hombres blancos”, karai en guaraní). Estos karai, desde la época colonial intentaron penetrar en el territorio ocupado por los guaraníes, en búsqueda de mejores tierras para su asentamiento. Las expediciones fracasaron en el intento de subyugar al pueblo guaraní, y fue solo durante la época republicana que los avá fueron desplazados y vencidos. 
Durante muchos años de insurrecciones sufrieron derrotas tras derrotas, tal es así que creían que la situación adversa en la que se encontraban culminaría pronto, ya que creían que debería venir a ellos el Tumpa (hombre-dios guaraní) el cual acabaría con sus enemigos. Según se dice, después de una batalla, cuyo resultado les fue adverso, un grupo de guaraníes encuentra entre los restos de la batalla a un bebé, al cual acogen en su comarca ubicada entre los ríos Parapetí y Pilcomayo.[cita requerida]
Luego de pasar un tiempo en Murucuyati, llegó a Bororigua, donde es acogido por el anciano jefe Machirope. Al crecer, el muchacho se caracterizaba por mostrarse de gran habilidad en las tareas encomendadas; más maduro, decide emprender la lucha para que su pueblo vuelva a ser uno, ya no disperso en seis regiones. 
Mientras tanto continuaron las luchas y enfrentamientos entre colonos karai e indígenas guaraníes y tobas, que llegaron a un acuerdo de paz que se concretó en el Tratado de 1884.
De acuerdo al investigador estadounidense Erick D. Langer, este tratado no fue respetado por los colonizadores porque no podían concebir que «...tierras tan aptas para el ganado y la colonización por blancos... sean dejadas a indios salvajes».

## Tumpa: Levantamiento contra el estado
Luego de pasar su juventud en diversas regiones, Apiaguaiki llega a Kuruyuqui (actual provincia de Luis Calvo, departamento de Chuquisaca) teniendo gran acogida donde se hace conocer como el Tumpa de la leyenda. Los guaraníes de Ivo y Cuevo (frontera de los departamentos bolivianos de Chuquisaca y Santa Cruz) reclamaban al Gobierno que se constituyan misiones en su territorio, como medida frente al avasallamiento de los ganaderos blanco de la región. La demanda se enfrentó a la oposición del corregidor de Cuevo y ante las autoridades, aunque en 1887 se establece finalmente la misión. El conflicto se profundizó a fines de 1891 y los indígenas decidieron levantarse, con Tumpa como líder. Tumpa logró reunir rápidamente un ejército con el cual empezó la guerra en los carnavales de 1892 contra las autoridades bolivianas.
Ante la amenaza guaraní, fuerzas militares bolivianas bajo las órdenes del Teniente Simón Sanz se prepararon para enfrentarlos pero el Fraile Romualdo d’Ambroggi, perteneciente a la misión de Santa Rosa (provincia de Luis Calvo), se ofreció como mediador y logró que ambas partes se comprometan a firmar un tratado de paz para el 4 de enero de 1892 en el cual se respetarían las tierras chiriguanas y estos no atacarían a nadie.
Ante una denuncia de que el corregidor de Ñumbite (Cuevo), mató y violó a una jovencita chiriguana pariente de un mburuvichá, los guaraníes se declararon nuevamente en guerra.
El 6 de enero de 1892 los guaraníes, al mando de Apiaguaiki Tumpa, partieron desde su base en Curuyuqui con dirección a la Cordillera de los Guaraníes o Chiriguanía, donde asaltaron y prendieron fuego a todos los ranchos que encontraron, no sin antes degollar a sus ocupantes. En la madrugada del 7 de enero, emboscaron a las fuerzas militares de Sanz en la quebrada de Mandijuty, donde él y varios de sus hombres murieron, y así los guaraníes lograron arrasar fácilmente con la población de Cuevo.
Las noticias de los ataques llegaron a Santa Cruz de la Sierra el 10 de enero, pero ni el prefecto del departamento, Gral. Ramón Gonzáles, o la ciudadanía en general se alarmaron por considerar que se trataba de otro levantamiento más de estos indígenas. En cambio, las autoridades del departamento de Chuquisaca sí se preocuparon por la magnitud de los mismos y ese mismo 10 de enero llegó a la misión Santa Rosa un contingente de 50 soldados y 400 indígenas, “aliados” al gobierno, al mando del subprefecto de Azero (actualmente provincia de Luis Calvo) Coronel Tomás Frías quien, el 13 de enero, atacó e incendió el pueblo guaraní de Ivo.
Como las autoridades no tomaron medida alguna, los guaraníes atacaron fácilmente las poblaciones de Charagua, Gutiérrez, Alto Parapetí, Lagunillas, y Camiri donde asaltaron haciendas y mataron a sus ocupantes, aunque en algunos casos perdonaron la vida a varios de ellos. El avance guaraní bordeaba las márgenes del río Grande. Las comunidades karai de Ivo, El Ingre y Guacara quedaron vacías ya que sus habitantes huyeron mientras que los de Cuevo se refugiaron en Santa Rosa y los de Charagua en Saipurú. En Ivoka (a dos kilómetros de Ivo), un ciudadano argentino de apellido Palavecino logró escapar del ataque guaraní para esconderse en Charagua; desde allí envió a Santa Cruz de la Sierra al jinete Zabulón Vaca para informar lo acontecido.[cita requerida]
Ante la nula intervención del gobierno nacional boliviano y del prefectural de Santa Cruz, los afectados se organizaron para frenar los ataques y los guaraníes vencen en algunas ocasiones; en la propiedad Ñankaroinsa, los hermanos Castillo armaron a sus peones y lograron causar algunas bajas entre los guaraníes, pero éstos se reagruparon e invadieron la propiedad para acabar con los Castillo, aunque estos lograron huir.
El jinete Vaca llegó a la ciudad, el 15 de enero, informando lo acontecido en provincias. Recién allí las autoridades entendieron que la ciudad estaba en peligro por lo sucedido en sus alrededores.
El prefecto, como primera medida, dictó un “Auto de Buen Gobierno”; al no haber dinero en las arcas prefecturales, convocó para el 16 de enero a una asamblea donde el pueblo decidió aportar armas y municiones para defender la ciudad ante un posible ataque, además de ayudar a las poblaciones afectadas. Mientras se armaban, en la mañana del 17 de enero llegó la noticia que Ñumbite había sido arrasada y al día siguiente el Prefecto Gonzáles partió al campo de batalla con 150 hombres, muchos de los cuales pelearon contra los chilenos en la Guerra del Pacífico, por lo que tenían experiencia en combate.
A las seis de la mañana del 21 de enero, Apiaguaiki Tumpa con 1300 indígenas atacaron la misión Santa Rosa en el momento en que sus ocupantes estaban en misa, pero debieron replegarse en vista de las numerosas bajas causadas por los defensores. Al día siguiente, las fuerzas de Gonzáles estaban en Lagunillas, el 25 en Cuevo y el 27 se unieron con las de Frías, haciendo un total de 2.000 hombres, quienes decidieron terminar con ellos atacando directamente la base chiriguana de Curuyuqui (o Kuruyuqui).

## Derrota y fusilamiento
Gonzáles y Frías atacan Curuyuqui a las ocho de la mañana del 28 de enero encontrando gran resistencia y debieron retroceder ante la muralla de trincheras; Gonzáles fue herido y Frías asumió el mando de las tropas. Al mediodía, las trincheras defensivas estaban repletas de cadáveres de guaraníes y a las cuatro de la tarde se consumaría su derrota con una masacre. Apiaguaiki y otros jefes indígenas lograron escapar.
Apiaguaiki huyendo de la persecución; en marzo se encontró con Guatinguay, el cacique de Caruruti, quien lo acompañó en toda la guerra y por eso tenía ganada su confianza y prometió ayudarle a escapar por un camino seguro ubicado en las laderas de un valle. Cuando Apiaguaiki recorría tal camino, fue capturado por un grupo armado que estaba al mando del hacendado José Martínez. Esto resultó ser una trampa tendida por Guatinguay quien prefirió traicionarlo a cambio de que le perdonen la vida.
El Tumpa fue conducido a Sauces (hoy Monteagudo, Departamento de Chuquisaca) y entregado al Coronel Melchor Chavarría. Luego de 15 días, fue sometido al Consejo de Guerra que decidió realizar su ejecución el 29 de marzo de 1892, a las cuatro de la tarde en la plaza principal, atado a un poste de madera. Con esto concluyeron definitivamente las insurrecciones chiriguanas y se abrió el paso a la apropiación de los territorios indígenas del Chaco Boreal. Se estima que más de 6 mil indígenas avá guaraní murieron durante el conflicto entre 1891 y 1892.